# Audrey Hepburn-postzegel
De Audrey Hepburn-postzegel (Duits: Wohlfahrtsmarke Audrey Hepburn) is een niet-uitgegeven postzegel van de Deutsche Bundespost uit 2001, waarvan desondanks vier exemplaren bekend zijn. Deze toeslagzegel geldt als de duurste moderne postzegel die er bestaat. 
De niet-uitgegeven zegel van Audrey Hepburn maakte deel uit van een serie Wohlfahrtsmarken met als thema: internationale filmacteurs en -actrices, met de beeltenis van Greta Garbo, Marilyn Monroe, Charlie Chaplin en Jean Gabin. 
De postzegel was al gedrukt toen er problemen ontstonden met het copyright. Er is toen een nieuwe postzegel gedrukt met de afbeelding van een filmrol.
Audrey Hepburn-postzegel · Baden 9 kreuzer kleurfout blauwgroen · Bazeler duif · Benjamin Franklin 1c Z-grill · British Guiana 1c magenta · Curtiss Jenny kopstaand · Gele dom · HMS Glasgow foutdruk · Omgekeerde Dendermonde · Penny Black · Post Office Mauritius · Rode Mercurius · Sachsendreier · Schwarzer Einser · Tre skilling banco geel